# Дължина
Дължина е физична величина, характеризираща линейното измерение на даден обект, обикновено по направления на най-големия размер. Дължината на даден предмет е разстоянието между най-крайните му точки, с други думи линейният размер по неговото протежение, измерено от край до край.
Различава се от височина, която е линейният размер по вертикалното протежение (дължина по вертикала), както и от ширина, която е разстоянието между двете страни на обекта, мерено перпендикулярно на дължината. Във физиката и инженерните науки думата дължина се използва като синоним на разстояние и се означава с {\displaystyle l} или {\displaystyle L}.
Дължината е едноизмерна мярка, докато площ е двуизмерна (произведение на дължина по ширина), а обем е триизмерна мярка (произведение на дължина по ширина по височина). В повечето измерителни системи дължината е основна единица, чрез която може да бъдат представени и изразени други единици.

## История
Измерването на дължини става важно още от дълбока древност, когато хората започват да се заселват за постоянно и започват да строят жилища и да разменят стоки със съседите си. След като обществото започва да се превръща във все по-напреднало технически, измерванията стават много по-прецизни и точни – от най-малките размери в микроелектрониката до огромните междупланетни разстояния. В човешката история съществуват много мерни единици, с които хората са измервали дължини в течение на столетия. Някои от тях са базирани на дължини на части от човешното тяло, на разстоянието, изминато с определен брой стъпки, на разстояния между забележителни точки на Земята, или на дължината на различни предмети.

### В България
В миналото най-често използваната мярка за дължина от българския народ е педята. Тя се определя като разстоянието между изпънатия палец и малкия пръст, което в зависимост от големината на човешката ръка е между 18 и 26 см. По-малка мярка за дължина е така нареченият чеперек – разстоянието между разтворените палец и показалец. В българските народни песни например сабята на Крали Марко се мери с педи и чеперек. По-голяма мярка от педята е лакътят – дължината на ръката от края на пръстите до прегъвката в лакътя. Средно това е около 50 см. В по-стари времена тази мерна единица се използва при мерене на плат. Друга мярка за дължина е турският аршин, който се равнява на 68 см. При различни обстоятелства се използват и различни случайни мерки за дължина – дължината на дръжката на мотиката, сапа на брадвата, дължината на остена или копралята и други. По-дълги разстояния се измерват с крачки. Една средна човешка крачка се равнява на един метър. Височината се измерва обикновено с човешки ръст, човешки бой .

### В Русия
В Древна Русия мерните единици за дължина са също свързани с човека. Там също се използват лакът, педя, както и сажен. Един сажен се равнява на 6 стъпки от по 12 палеца, т.е. 72 палеца. От лингвистична гледна точка думата идва от руски – сажень с корен сагъ- и означава достигам. Петър I прави първите опити в Русия за унифициране на мерните единици като ги прави съвместими с британските по това време.

### Първите стандарти
Счита се, че в средата на 10 век саксонският крал Едгар е държал при себе си еталон за дължина, приблизително равен на днешния ярд. Това е един от първите известни официални стандарти. Историята разказва, че английският крал Хенри I (1100 г. – 1135 г.)
решава един ярд да се нарича разстоянието от неговия нос до палеца на протегнатата му ръка.
Алберт Айнщайн напълно променя понятието ни за дължина като неизменно в различните системи на отчитане, с други думи дължината на един предмет е променлива величина, която зависи от наблюдателя и отправната система.

## Мерни единици за дължина

### SI
В Международната система единици основната единица за дължина е метърът, чиято съвременна дефиниция е: дължината на пътя, изминат от светлината във вакуум за интервал от време {\displaystyle {\frac {1}{299\,792\,458}}} от секундата. Тъй като единствената константа във всички отправни системи е скоростта на светлината, е удобно метърът да се дефинира чрез нея. Това прави скоростта на светлината във вакуум точно 299 792 458 m/s. Често се използват производните на метъра.

#### Кратните единици на метъра, образувани с представки
| Стойност                                                                   | Символ                        | Име |  | Стойност                                                         | Символ                         | Име                                                                                                  |
| -------------------------------------------------------------------------- | ----------------------------- | --- |  | ---------------------------------------------------------------- | ------------------------------ | --- |
| 10-1 g 10-2 g 10-3 g 10-6 g 10-9 g 10-12 g 10-15 g 10-18 g 10-21 g 10-24 g | dm cm mm µm nm pm fm am zm ym | дециметър сантиметър милиметър микрометър нанометър пикометър фемтометър атометър септометър йоктометър |  | 101 m 102 m 103 m 106 m 109 m 1012 m 1015 m 1018 m 1021 m 1024 m | dam hm km Mm Gm Tm Pm Em Zm Ym | декаметър хектометър километър мегаметър гигаметър тераметър петаметър ексаметър сетаметър йотаметър |

### Имперска система от единици
В имперската система от единици често използвани мерни единици за дължина са инч, фут, ярд и миля.
| Единица                             | Съотношение       | Футове    | Милиметри | Метри       | Бележки |
| ----------------------------------- | ----------------- | --------- | --------- | ----------- | --- |
| мил (th)                            |                   | 1/12000   | 0,0254    | 0,000 025 4 | 25.4 μm |
| инч (in)                            | 1000 thous        | 1/12      | 25,4      | 0,0254      | |
| фут (ft)                            | 12 инча           | 1         | 304,8     | 0,3048      | |
| ярд (yd)                            | 3 фута            | 3         | 914,4     | 0,9144      | Определя се като точно 0,9144 метра от 1959 година насам |
| чейн (Ch)                           | 22 ярда           | 66        | 20116,8   | 20,1168     | |
| фурлонг (fur)                       | 10 чейна          | 660       |           | 201,168     | |
| миля (mi)                           | 8 фурлонга        | 5,280     |           | 1609,344    | |
| левга (Lea)                         | 3 мили            | 15 840    |           | 4828,032    | Не се използва повече като официална единица в нито една държава |
| Морски единици за дължина           |                   |           |           |             | |
| морски сажен (ftm)                  | ~2 ярда           | 6,08 or 6 | 1853,184  | 1,853184    | Британското адмиралтейство на практика използва морския сажен като 6 фута. Де факто той е 1/1000 от морската миля, т.е. 6,08 фута. Но приетата на практика дефиниция за морски сажен е 6 фута. Въпреки това не се получава конфликт, тъй като британските адмиралтейски морски карти използват дължината във футове когато дълбочината е по-малко от 5 сажена. Днешните карти във всички страни са в метрични единици с изключение на официалните хидрографски карти на САЩ, които използват фут като мерна единица. |
| кабелтай                            | 100 морски сажена | 608       |           | 185,3184    | 1/10 от морската миля, но на практика е удобно да се счита 100 сажена. |
| морска миля                         | 10 кабелтая       | 6080      |           | 1 853 184   | Използва се за измерване на разстояния по вода. Преди приемането за интернационалната дефиниция от 1852 метра през 1970 година, Британското адмиралтейство я дефинира като 6080 фута. |
| Единици на Гюнтер (от 17 век насам) |                   |           |           |             | |
| линк                                | 7.92 инча         | 66/100    | 201,168   | 0,201168    | 1/100 от чейн |
| род                                 | 25 линка          | 66/4      | 5029,2    | 5,0292      | Нарича се също така пол или пърч . |
| чейн                                | 4 рода            | 66        |           | 20,1168     | 1/10 от фурлонга |

### Други
Единиците, използвани за отбелязване на разстояния в безкрайния Космос, са много по-дълги от типичните за Земята и включват астрономическа единица, светлинна година и парсек.
Мерните единици за микроскопични разстояния включват микрометър (наричан в миналото микрон) и ангстрьом.

## Инструменти за измерване на дължина
Най-елементарният и стар уред за измерване на дължината е линийката, която е изобретена 1500 г. пр.н.е. и е изработвана от слонова кост от индската цивилизация. Днес линийките се изработват предимно от пластмаса, макар да съществуват и дървени и се използват в областта на геометрията, картографията, техническото чертане, инженерните науки и други за измерване на дължини или построяване на прави линии. Те са разграфени и калибрирани.
Други уреди за измерване на дължина са дърводелският метър, шивашкият метър и ролетката. Дърводелският метър всъщност е дълъг два метра, но може да се сгъва до дължина от само 20 сантиметра, което го прави много удобен за носене в джоба. От друга страна шивашкият метър е направен от мек материал, вид пластмаса, така че да се навива на руло и също заема много малко място и може да се носи в джоба. Рулетката е инструмент за измерване на дължини, който е направен най-често от метална лента, широка от 1 до 2 сантиметра, с деления (от едната страна в сантиметри, от другата в инчове), която се навива и затваря в пластмасов корпус. Обикновено е снабдена с пружина за връщане обратно на лентата и с механизъм за застопоряване. Използва се в строителството и промишлеността, но може да се пригоди и за домашна употреба, особено при ремоделиране на стая или друго помещение. Дължината на рулетката достига до 5 метра.
Друг уред, който се използва за измерване на различни размери, в това число и дължини е шублерът. Той е широко използван в машиностроенето. Служи за измерване на външни и вътрешни размери, дълбочини на отвори и дължини на детайли. Микрометърът също може да се използва за тази цел.